# Открытый чемпионат Италии по теннису 2013
Открытый чемпионат Италии по теннису 2013 года — 70-й розыгрыш ежегодного профессионального теннисного турнира среди мужчин и женщин, проводящегося в итальянском городе Рим и являющегося частью тура ATP в рамках серии Masters 1000 и тура WTA в рамках серии Premier 5.
В 2013 году турнир прошёл с 13 по 19 мая. Соревнование продолжало околоевропейскую серию грунтовых турниров, подготовительную к майскому Roland Garros.
Прошлогодние победители:
- в мужском одиночном разряде —  Рафаэль Надаль
- в женском одиночном разряде —  Мария Шарапова
- в мужском парном разряде —  Марсель Гранольерс /  Марк Лопес
- в женском парном разряде —  Сара Эррани /  Роберта Винчи

## Соревнования

### Мужчины. Одиночный турнир
Рафаэль Надаль обыграл  Роджера Федерера со счётом 6-1, 6-3.
- Надаль выигрывает 6-й титул в сезоне и 56-й за карьеру в основном туре ассоциации.
- Федерер уступает 1-й финал в сезоне и 35-й за карьеру в основном туре ассоциации.

### Женщины. Одиночный турнир
Серена Уильямс обыграла  Викторию Азаренко со счётом 6-1, 6-3.
- Уильямс выигрывает 5-й титул в сезоне и 51-й за карьеру в туре ассоциации.
- Азаренко уступает 1-й финал в сезоне и 12-й за карьеру в туре ассоциации.

### Мужчины. Парный турнир
Боб Брайан /  Майк Брайан обыграли  Махеша Бхупати /  Рохана Бопанну со счётом 6-2, 6-3.
- Боб выигрывает 6-й титул в сезоне и 56-й за карьеру в основном туре ассоциации.
- Майк выигрывает 6-й титул в сезоне и 58-й за карьеру в основном туре ассоциации.

### Женщины. Парный турнир
Се Шувэй /  Пэн Шуай обыграли  Сару Эррани /  Роберту Винчи со счётом 4-6, 6-3, [10-8].
- Се выигрывает 1-й титул в сезоне и 10-й за карьеру в туре ассоциации.
- Пэн выигрывает 1-й титул в сезоне и 8-й за карьеру в туре ассоциации.